# Номерні знаки Ірландії
Автомобільні номерні знаки Ірландії використовуються для реєстрації транспортних засобів у Ірландії. Вони використовуються для перевірки законності використання, наявності страхування та ідентифікації транспортних засобів.

## Формат

Ірландський номерний знак з 2013 року.

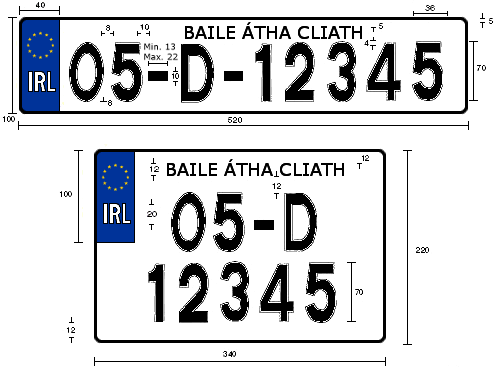
Варіанти ірландських номерних знаків 1987–2012 років

Чинним форматом номерних знаків є прийнятий зразок 2013 року: YYY–CC–SSSSSS. Номерні знаки, видані з 1987 по 2012 роки, мали формат YY–CC–SSSSSS.
Нові номерні знаки мають біле тло і чорні символи, зліва смугу ЄС.

### Складові номерного знака
- YYY — рік із трьох цифер (наприклад, 131 — січень-червень 2013; 132 — за липень-грудень 2013 року) на основі дати першої реєстрації[1].
- YY (1987–2012) — рік у двозначному форматі (наприклад, 87 — 1987; 05 — 2005).
- CC — одно- двосимвольний ідентифікатор округу або міста (наприклад, «L» для міста Лімерик та однойменного графства, «SO» для графства Слайго).
- SSSSSS — послідовний серійний номер від 1 до 6 цифр, починаючи від першого автомобіля, зареєстрованого в окрузі чи місті за відповідний період.

### Зарезервовані комбінації
Всі реєстраційні номери можуть бути зарезервовані, за винятком першого числа кожного року, виданого в Корку, Дубліні, Лімерику і Уотерфорді, оскільки вони зарезервовані для голів цих міст.
Ряд класів автомобілів реєструються зазвичай за попередньо зарезервованим порядковим номером: наприклад, 06-D-911 для Porsche 911 або 06-D-750 для BMW 750 і 08-D-89 для Aston Martin DB9.
Дублінська радіостанція FM104 реєструє свої транспортні засоби із зарезервованими послідовностями чисел, що закінчуються на «104», наприклад 05-D-38104.
Досі діють лише два коди, які були чинними до 1987 року.
- ZZ — використовується для тимчасової реєстрації.
- ZV — може бути обраний як альтернатива існуючій схемі при реєстрації автомобіля, старшого 30 років.

### Спеціальні формати
- Військові транспортні засоби мають номерні знаки з чорним тлом і сріблястими символами та не містять регіональних префіксів.
- Транспортні засоби комерційного призначення мають знаки з темно-зеленим тлом та білими символами.
- Дипломатичні номерні знаки мають формат стандарних із префіксом CD та серійним номером.

## Коди регіонів

Карта Ірландії з кодами регіонів

Номерний знак серії 1999 року, виданий у Дубліні

| Код | Регіон (графство) | Місцева назва     |
| --- | ----------------- | ----------------- |
| C   | Корк              | Corcaigh          |
| CE  | Клер              | An Clár           |
| CN  | Каван             | An Cabhán         |
| CW  | Карлоу            | Ceatharlach       |
| D   | Дублін            | Baile Átha Cliath |
| DL  | Донегол           | Dún na nGall      |
| G   | Голвей            | Gaillimh          |
| KE  | Кілдер            | Cill Dara         |
| KK  | Кілкенні          | Cill Chainnigh    |
| KY  | Керрі             | Ciarraí           |
| L   | Лімерик           | Luimneach         |
| LD  | Лонгфорд          | An Longfort       |
| LH  | Лаут              | Lú                |
| LM  | Літрім            | Liatroim          |
| LS  | Ліїш              | Laois             |
| MH  | Міт               | An Mhí            |
| MN  | Монахан           | Muineachán        |
| MO  | Мейо              | Maigh Eo          |
| OY  | Оффалі            | Uíbh Fhailí       |
| RN  | Роскоммон         | Ros Comáin        |
| SO  | Слайго            | Sligeach          |
| T   | Тіпперері         | Tiobraid Árann    |
| W   | Вотерфорд         | Port Láirge       |
| WH  | Західний Міт      | An Iarmhí         |
| WX  | Вексфорд          | Loch Garman       |
| WW  | Віклов            | Cill Mhantáin     |

### Колишні коди
Коди регіонів, які використовувалися у 1987—2013 роках, однак були вилучені:
| Код | Регіон (графство)   |
| --- | ------------------- |
| LK  | Лімерик             |
| TN  | Північний Тіпперері |
| TS  | Південний Тіпперері |
| WD  | Вотерфорд           |